# Дупа Деал (Муреш)
Дупа Деал (рум. După Deal) насеље је у Румунији у округу Муреш у општини Икланзел. Oпштина се налази на надморској висини од 392 m.

## Становништво
Према подацима из 2002. године у насељу је живело 16 становника, од којих су сви румунске националности.